# Melchor de Navarrete
Melchor de Navarrete y Bujanda (1693–1761) foi um militar e político espanhol que serviu no século XVIII como governador de Yucatán (1752-1758), governador da península da Flórida (1749–1752) e governador de Cartagena das Índias (1739–1740). Foi um marechal de campo que prestou serviços prolongados à coroa espanhola durante o reinado de Fernando VI, na milícia, na administração civil e em posições políticas relevantes.